# Fins al límit (pel·lícula de 1991)
Fins al límit (títol original en anglès Rush) és una pel·lícula estatunidenca del 1991 dirigida per Lili Fini Zanuck i protagonitzada per Jennifer Jason Leigh i Jason Patric, basada en una novel·la de Kim Wozencraft de caràcter semiautobiogràfic, adaptada per Peter Dexter. Va representar el debut de la seva directora a la pantalla gran, i va comptar amb el tema Tears in Heaven d'Eric Clapton, tema pel qual va estar nominada al Globus d'Or a la millor cançó original, així com al Grammy i al MTV.

## Argument
Jim Raynor (Jason Patric) és un agent de narcòtics encobert a qui el seu cap, el Tinent Dodd (Sam Elliott) li demana que triï un company per a l'operació en la qual treballa des de fa dos anys. Tria com a parella amb l'agent Kristen Cates (Jennifer Jason Leigh), qui acaba de sortir de l'acadèmia de policia, i intentaran enxampar Will Gaines (Gregg Allman), el traficant de droga més important del moment. Però com a part de la feina Jim ha de prendre drogues per tal de semblar convincent en l'ambient en el qual s'infiltra i s'hi acaba enganxant, alhora que Kristen i ell s'acaben enamorant i esdevenint amants. Quan ella també esdevé addicta a la droga el cas avança poc, i la parella acaba essent sospitosa de falsificar proves per tal de poder atrapar Gaines.

## Repartiment
- Jason Patric: Jim Raynor
- Jennifer Jason Leigh: Kristen Cates
- Sam Elliott: Dodd
- Max Perlich: Walker
- Gregg Allman: Will Gaines
- Tony Frank: Nettle
- William Sadler: Monroe
- Dennis Burkley: motorista
- Dennis Letts: fiscal del districte
- Merrill Connally: advocat defensor

## Premis i nominacions
Premis
- 1993: Grammy a la gravació de l'any per Eric Clapton i Russ Titelman amb "Tears in Heaven"
- 1993: Grammy a la cançó de l'any per Eric Clapton i Will Jennings amb "Tears in Heaven"

Nominacions
- 1992: Globus d'Or a la millor cançó original per Eric Clapton i Will Jennings amb "Tears in Heaven"
- 1993: Grammy a la millor composició instrumental escrita per pel·lícula o telefilm per Eric Clapton
- 1993: Grammy a la millor cançó escrita per pel·lícula o telefilm per Eric Clapton i Will Jennings amb "Tears in Heaven"

## Banda sonora
La banda sonora de la pel·lícula va anar a càrrec d'Eric Clapton, qui va escriure tots els temes (a excepció dels especificats):
| Núm. | Títol                        | Composició                                     | Durada |
| ---- | ---------------------------- | ---------------------------------------------- | ------ |
| 1.   | «New Recruit»                |                                                | 1:30   |
| 2.   | «Tracks and Lines»           |                                                | 3:00   |
| 3.   | «Realization»                |                                                | 2:41   |
| 4.   | «Kristen and Jim»            |                                                | 3:38   |
| 5.   | «Preludin Fugue»             |                                                | 3:19   |
| 6.   | «Cold Turkey»                |                                                | 2:21   |
| 7.   | «Will Gaines»                | Eric Clapton/Randy Kerber/Russ Titelman        | 3:46   |
| 8.   | «Help Me Up»                 | Eric Clapton/Will Jennings                     | 5:50   |
| 9.   | «Don't Know Which Way to Go» | Eric Clapton/Willie Dixon/Al Perkins/Buddy Guy | 10:46  |
| 10.  | «Tears in Heaven»            | Eric Clapton/Will Jennings                     | 4:30   |